# Station Amara-Donostia
Station Amara-Donostia, beter bekend als Estación de Amara en in de volksmond als Estación de Easo, is een spoorwegstation in de wijk Amara, in het district Centro van de Spaanse stad San Sebastian in de autonome gemeenschap Baskenland. Het station is eigendom van de Regio Baskenland en is het hoofdstation van de spoorwegmaatschappij EuskoTren in de stad. Het wordt aangedaan door de lijnen E1, naar Bilbao, en E2 en E5, die deel uitmaken van de Topo. Tussen 2012 en 2017 werden deze lijnen officieel aangeduid Metro Donostialkea, maar in dat laatste jaar is de naam officieel gewijzigd in Topo, een naam die in de volksmond altijd al werd gebruikt. Al deze lijnen rijden op meterspoor en moeten hier keren omdat station Amara een kopstation is.
Onder het station bevindt zich een fietsenstalling en ook heeft de Ertzaintza, de Baskische politie, een kantoor in het gebouw.

## Werkzaamheden
In  2017 is begonnen met het aanleggen van een tunnel onder het centrum tussen de stations Anoeta en Lugaritz. Het bovengrondse kopstation Amara wordt daarbij vervangen door een iets westelijker gelegen ondergronds station Easo. In februari 2024 zijn de boor- en graafwerkzaamheden van de tunnel gereed gekomen. Voordelen van deze verbetering zijn dat treinen niet meer in Amara hoeven te keren, waardoor er een hogere frequentie aangeboden kan worden. 